# Regiões da Etiópia
A Etiópia é dividida em 10 regiões administrativas baseadas etnicamente (kililoch; singular– kilil) e duas cidades privilegiadas (astedader akababiwach, singular– astedader akabibi). A palavra "kilil" mais especificamente significa "reserva" ou "área protegida" e a base étnica das regiões e a escolha da palavra "kilil" teve uma feroz crítica da oposição, que têm atraído as comparações com o bantustão do Apartheid na África do Sul.. As 10 regiões e duas cidades privilegiadas, marcadas por asteriscos, são:
| Nome da Região                                   | População (censo 2007) | Área (km²) | Densidade (hab./km²) | Capital   |
| ------------------------------------------------ | ---------------------- | ---------- | -------------------- | --------- |
| Addis Abeba *                                    | 2 738 248              | 546        | 5 015,1              | N/A       |
| Região Afar                                      | 1 411 092              | 96 708     | 14,6                 | Semera    |
| Região Amhara                                    | 17 214 056             | 156 960    | 109,7                | Bahir Dar |
| Região Benishangul-Gumaz                         | 670 847                | 50 248     | 13,4                 | Asosa     |
| Dire Dawa *                                      | 342 827                | 1 025      | 334,5                | N/A       |
| Região Gambela                                   | 306 916                | 25 369     | 12,1                 | Gambela   |
| Harari                                           | 183 344                | 374        | 490,2                | Harar     |
| Região Oromiya                                   | 27 158 471             | 353 632    | 76,8                 | Adama     |
| Região de Sidama                                 | 4 200 000              | 6 000      | 700                  | Awasa     |
| Região Somali                                    | 4 439 147              | 279 252    | 15,9                 | Jijiga    |
| Região das Nações, Nacionalidades e Povos do Sul | 15 042 531             | 112 727    | 133,4                | Awasa     |
| Região Tigré                                     | 4 314 456              | 50 286     | 85,8                 | Mek'ele   |
| Região do Sudoeste da Etiópia                    | 96 570                 |            |                      | Bonga     |
| Totais                                           | 73 918 505             | 1 127 127  | 65,6                 |           |